# Ambroise-Auguste Brin
Ambroise-Auguste Brin (1751-1793) est un prêtre catholique et un chef vendéen.

## Biographie
Curé-doyen de Saint Laurent-sur-Sèvre à partir de 1790, nommé vicaire général du diocèse de La Rochelle par Monseigneur Jean-Charles de Coucy et membre du Conseil supérieur de la Vendée, il disparaît dans la guerre de Vendée.

## Regard contemporain
La marquise de La Rochejaquelein écrit de lui que c'est « un des prêtres les plus éclairés pour ce qui regarde la religion et le plus vertueux qu'on pût trouver ».
En note du manuscrit figure toutefois l'appréciation suivante : « M. Brin était bon ecclésiastique, vertueux, mais ses lumières étaient médiocres ; il fut constamment nul dans le conseil ».